# پاتیسیران
پاتیسیران که تحت عنوان برند اونپاترو (Onpattro) فروخته می شود، دارویی است که برای درمان پلی‌نوروپاتی در افراد مبتلا به آمیلوئیدوز ارثی مرتبط با ترانس‌تایرتین، یک بیماری نادر کشنده که به طور تخمینی 50000 مبتلا در سراسر جهان دارد، استفاده می شود.
این دارو اولین دارو برمبنای RNA مداخله‌گر کوچک (siRNA) است که تاییدیه سازمان غذا و دارو (FDA) را دریافت کرده و همچنین اولین داروی تایید شده برای درمان این بیماری می باشد. دارویی جهت سرکوب ژن یا خاموشی ژن است که در فرآیند تولید پروتئین ترانس‌تایرتین غیرنرمال مداخله می کند. پاتیسیران از یک رویکرد جدید (RNAi یا تداخل آر ان ای) جهت کاهش میزان تولید پروتئین TTR در کبد استفاده می کند.
داروی پاتیسیران توسط شرکت آلنیلام (Alnylam) به بازار عرضه شده و سازمان غذا و داروی آمریکا، آن را به عنوان یک درمان درجه اول طبقه بندی نمود.

## تاریخچه
داروی پاتیسیران بر اساس مکانیزم جدیدی که داشت و همچنین به دلیل نادر بودن شرایط بیماری تحت درمانش، عناوین داروی کمیاب با تشخیص سریع مسیر درمانی و پیشرفت درمانی را دریافت نمود. این دارو در آگوست 2018 در ایالات متحده آمریکا و اتحادیه اروپا تاییدیه پزشکی خود را دریافت کرد.
هزینه این دارو طی یک مدت درمانی یکساله و بر اساس میزان ویال های موردنیاز، بین 451،430 تا 677،145 دلار آمریکا به ازای هر بیمار می باشد.

## فرمولاسیون
جزء فعال siRNA داروی پاتیسیران درون نانوذرات لیپیدی فرموله می شود که موجب حفاظت از RNA و تسهیل انتقال آن به بافت هدف می شود. فرمولاسیون نانوذره لیپیدی شامل اجزای بافری، اجزای لیپیدی از جمله DLin-MC3-DMA، دی‌استئاروئیل‌فسفاتیدیل کولین، کلسترول و لیپید DMG-PEG 2000 پگلیه شده می شود.

## جامعه و فرهنگ

### اقتصاد
تا سال 2020، 1050 نفر داروی پاتیسیران را دریافت کردند که موجب درآمد خالص 65.5 میلیون دلاری برای شرکت داروسازی آلنیلام شده است.
1. ↑  «DailyMed - ONPATTRO- patisiran injection, lipid complex». dailymed.nlm.nih.gov. دریافت‌شده در ۲۰۲۴-۱۲-۰۱.
2. ↑  Elafros, Melissa A.; Kvalsund, Michelle P.; Callaghan, Brian C. (2022-06-01). "The Global Burden of Polyneuropathy—In Need of an Accurate Assessment". JAMA Neurology (به انگلیسی). 79 (6): 537. doi:10.1001/jamaneurol.2022.0565. ISSN 2168-6149. PMC 9197927. PMID 35404377.{{cite journal}}:  نگهداری یادکرد:فرمت پارامتر PMC (link)
3. ↑  Kristen, Arnt V; Ajroud-Driss, Senda; Conceição, Isabel; Gorevic, Peter; Kyriakides, Theodoros; Obici, Laura (2019-02). "Patisiran, an RNAi Therapeutic for the Treatment of Hereditary Transthyretin-Mediated Amyloidosis". Neurodegenerative Disease Management (به انگلیسی). 9 (1): 5–23. doi:10.2217/nmt-2018-0033. ISSN 1758-2024. {{cite journal}}: Check date values in: |date= (help)
4. 1 2  Comments، Share on Facebook Share on TwitterView. «Alnylam, Genzyme form alliance - The Boston Globe». BostonGlobe.com (به انگلیسی). دریافت‌شده در ۲۰۲۴-۱۲-۰۱.
5. ↑  Commissioner, Office of the (2020-03-24). "FDA approves first-of-its kind targeted RNA-based therapy to treat a rare disease". FDA (به انگلیسی). Retrieved 2024-12-01.
6. ↑  "FDA OKs Patisiran (Onpattro) for Polyneuropathy in hAATR". Medscape (به انگلیسی). Retrieved 2024-12-01.
7. ↑  "Onpattro | European Medicines Agency (EMA)". www.ema.europa.eu (به انگلیسی). 2018-10-30. Retrieved 2024-12-01.
8. ↑  «Executive Summary - Pharmacoeconomic Review Report: Patisiran (Onpattro) - NCBI Bookshelf». web.archive.org. 2021-10-20. بایگانی‌شده از اصلی در ۲۰ اكتبر ۲۰۲۱. دریافت‌شده در 2024-12-01. تاریخ وارد شده در |archive-date= را بررسی کنید (کمک)
9. ↑  Akinc, Akin; Maier, Martin A.; Manoharan, Muthiah; Fitzgerald, Kevin; Jayaraman, Muthusamy; Barros, Scott; Ansell, Steven; Du, Xinyao; Hope, Michael J. (2019-12). "The Onpattro story and the clinical translation of nanomedicines containing nucleic acid-based drugs". Nature Nanotechnology (به انگلیسی). 14 (12): 1084–1087. doi:10.1038/s41565-019-0591-y. ISSN 1748-3387. {{cite journal}}: Check date values in: |date= (help)